# 160 v.Chr.
160 v.Chr. is een jaartal volgens de christelijke jaartelling.

## Gebeurtenissen

### Europa
- Koning Berik van de Goten, verlaat het Zweedse eiland Gotland in de Oostzee en vestigt zich aan de Poolse kust bij de monding van de Weichsel.

### Palestina
- Judas de Makkabeeër wordt verslagen en sneuvelt in de slag bij Elasa (huidige Ramallah) tegen de Seleuciden.
- Jonathan volgt zijn broer Judas de Makkabeeër op als leider van de opstand.

### Perzië
- Demetrius I Soter verslaat in het Oosten de rebellerende Timarchus en herovert Babylon, de Romeinse Senaat erkent zijn rechten op de troon.
- Mithridates I breidt het Parthische Rijk verder uit, hij verovert in twee decennia het Hoogland van Iran en valt Medië binnen.

## Geboren
- Jugurtha (~160 v.Chr. - ~104 v.Chr.), koning van Numidië
- Lucius Caecilius Metellus Diadematus (~160 v.Chr. - ~100 v.Chr.), Romeins consul en staatsman

## Overleden
- Lucius Aemilius Paulus Macedonicus (~229 v.Chr. - ~160 v.Chr.), Romeins consul en veldheer (69)
- Judas Maccabeüs, Joodse leider van de Makkabese Opstand